# Rocco Siffredi
Rocco Siffredi, vlastním jménem Rocco Antonio Tano, (* 4. května 1964 Ortona) je italský pornoherec, pornorežisér a pornoproducent.